# Paul Gonzales
Paul Gonzales est un boxeur américain né le 18 avril 1964 à Los Angeles, Californie.

## Carrière
Champion des États-Unis amateur dans la catégorie mi mouches en 1983 et médaillé d'argent aux Jeux panaméricains de Caracas la même année, il devient champion olympique aux Jeux de Los Angeles en 1984 après sa victoire en finale contre l'italien Salvatore Todisco. Gonzales passe professionnel en 1985 et remporte le titre de champion d'Amérique du Nord NABF des poids mouches le 2 février 1986. Il échoue en revanche pour le titre mondial IBF face à Orlando Canizales le 10 juin 1990 et met un terme à sa carrière en 1991 sur un bilan de 16 victoires et 4 défaites.

## Parcours auxJeux olympiques
Jeux olympiques d'été de 1960 à Rome (poids mi-mouches) :
- Bat Kwang-Sun Kim (Corée du Sud) 5-0
- Bat William Bagonza (Ouganda) 5-0
- Bat John Lyon (Grande-Bretagne) 4-1
- Bat Marcelino Bolivar (Venezuela) 5-0
- Bat Salvatore Todisco (Italie) par forfait